# Station Enschede De Eschmarke
Station Enschede De Eschmarke is een spoorweghalte aan de lijn Enschede – Gronau, bij de Vinex-wijk De Eschmarke. Het station is geopend op 18 november 2001. Ieder half uur rijdt er een trein in de richtingen Enschede en Gronau. In de late avond is dat eens per uur.
De spoorlijn wordt geëxploiteerd door DB Regio NRW, dat de treindiensten Enschede – Münster (Westf) Hbf en Enschede – Dortmund Hbf verzorgt. Tot 11 december 2011 was de treindienst Enschede–Dortmund in handen van de Prignitzer Eisenbahn.
Station Enschede De Eschmarke is het op een na minst gebruikte station van Nederland, het kent volgens tellingen van ProRail over 2006 slechts 54 in- en uitstappers per dag. Na een piek van 57 reizigers per dag in 2007 is het aantal dagelijkse reizigers anno 2019 onder de vijftig gedaald.
Van 1904 tot 1922 was er een stopplaats aan de spoorlijn Enschede-Zuid - Ahaus.

## Treinverbindingen
In de dienstregeling 2025 halteren de volgende Duitse treinseries te Enschede De Eschmarke:
| Serie       | Treinsoort                            | Route | Bijzonderheden                                                                                 |
| ----------- | ------------------------------------- | --- | ---------------------------------------------------------------------------------------------- |
| 20180 RB 64 | Regionalbahn (DB Regio NRW)           | Münster (Westf) Hbf – Steinfurt-Burgsteinfurt – Gronau (Westf) – Enschede De Eschmarke – Enschede         | Euregio-Bahn                                                                                   |
| 20250 RB 51 | Stoptrein/Regionalbahn (DB Regio NRW) | Dortmund Hbf – Preußen – Lünen Hbf – Coesfeld (Westf) – Gronau (Westf) – Enschede De Eschmarke – Enschede | Westmünsterland-Bahn Dortmund-Lünen 2x per uur, van/naar Enschede en in het weekend 1x per uur |

## Galerij

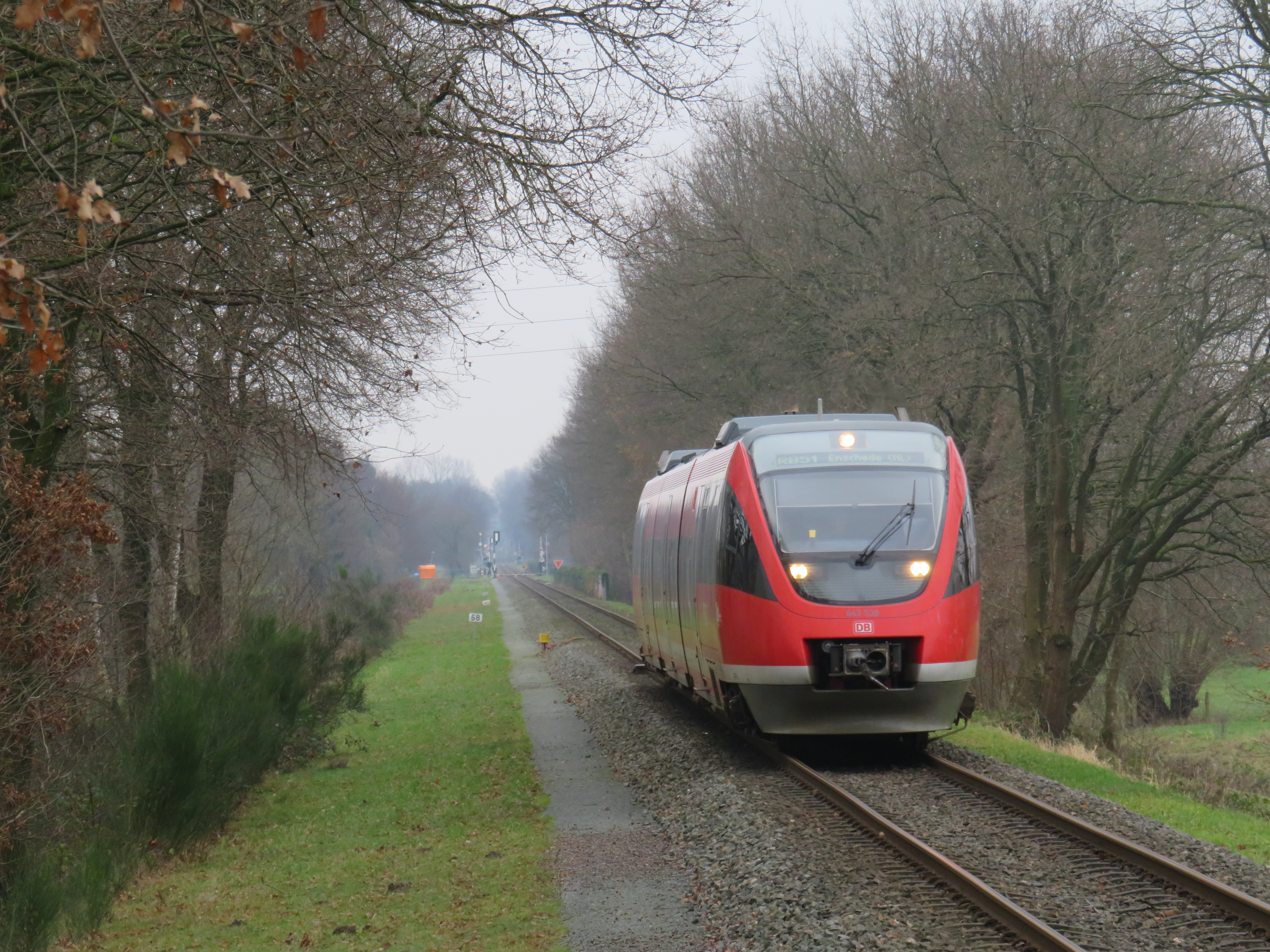
Een DB Talent rijdt het station De Eschmarke binnen
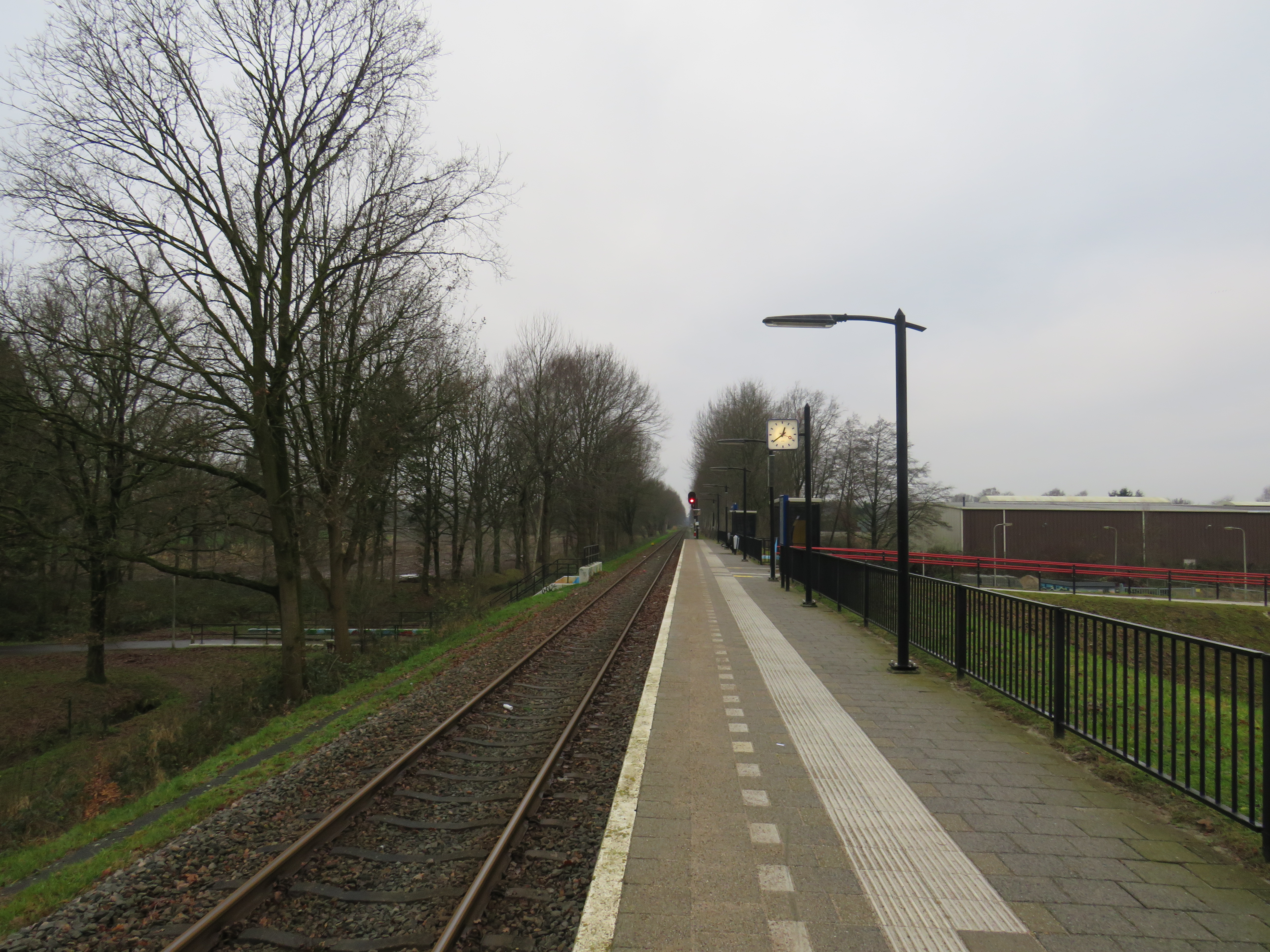
Zicht op het perron
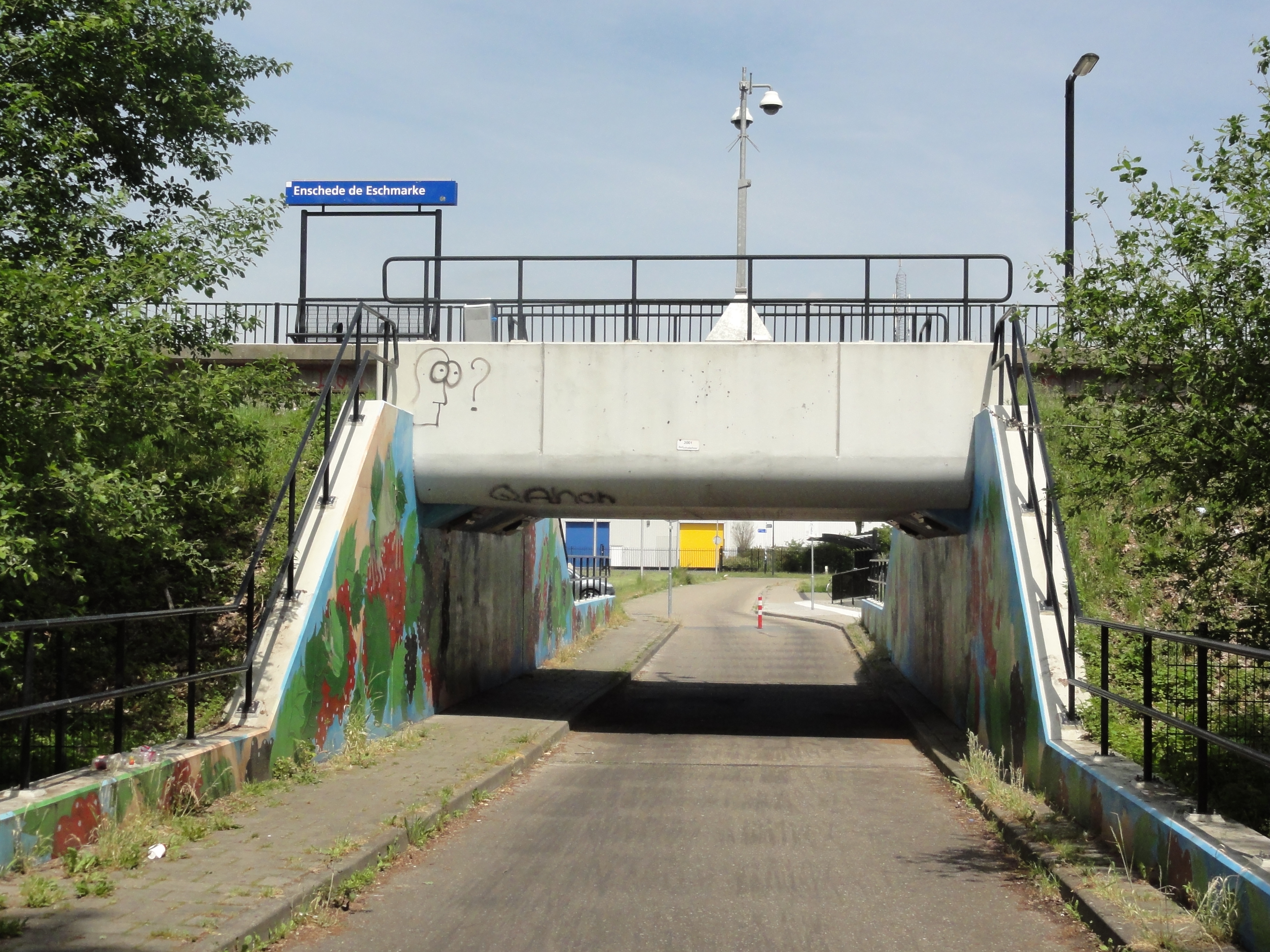
Achterzijde
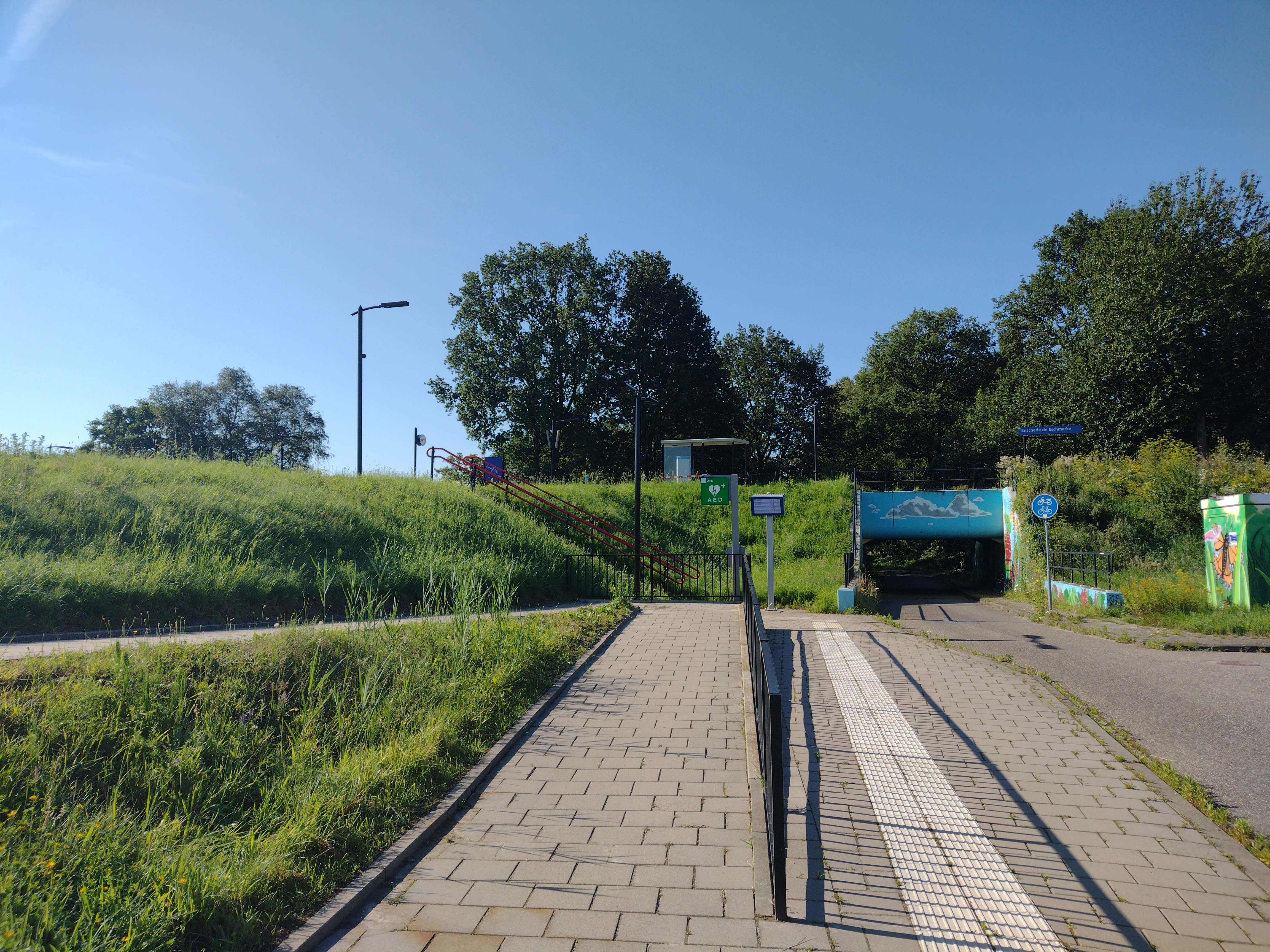
Station in 2024